# IYPT Brasil 2012
O IYPT Brasil 2012 foi a sétima edição da versão nacional do IYPT (Torneio Internacional de Jovens Físicos). A Fase Final desta olimpíada científica foi disputada entre os dias 4 e 6 de maio de 2012 na cidade de São Paulo.
As vinte equipes com melhor desempenho na Fase Classificatória foram selecionadas para a Fase Final, sediada pela Escola Politécnica da USP e pela Universidade Paulista. Os Physics Fights e as Cerimônias de Abertura e Encerramento foram transmitidos ao vivo pela internet.
Pelo terceiro ano consecutivo, o evento teve a coordenação da B8 Projetos Educacionais, responsável também pela implementação de outros eventos científicos no Brasil, como a IJSO .
A partir do resultado desta competição, foi definida a delegação brasileira na edição mundial do IYPT 2012, programada para o período de 20 a 29 de julho em Bad Saulgau, Alemanha.

## Problemas
Foram adotados ao longo do IYPT Brasil 2012 os mesmos problemas escolhidos pelo Comitê Internacional do IYPT para o ano corrente. As 17 questões foram oficializadas após o encerramento do IYPT 2011.
Seguindo o estatuto do torneio, cabe à organização de cada país realizar a tradução para o seu idioma e divulgar amplamente os problemas em sites e blogs dedicados às ciências. A versão em português foi apresentada originalmente na página oficial do IYPT Brasil.

## Fase Classificatória
As equipes inscritas tiveram que elaborar um relatório técnico sobre 5 entre as 17 questões propostas pelo torneio. O relatório deveria conter obrigatoriamente ao menos um experimento, incluindo descrição da metodologia, resultados obtidos e análise crítica. Também foram avaliadas as proposições teóricas selecionadas para a resolução de cada problema.

## Fase Final
As melhores equipes foram convidadas para a disputa da Fase Final do IYPT Brasil 2012, com formato semelhante ao já consagrado há muitos anos na versão internacional da competição. Os times se enfrentaram em três rodadas de Physics Fights (PFs) e as melhores equipes foram classificadas para o Physics Fight Final.
Os integrantes da equipe vencedora do PF Final receberam as medalhas de ouro da competição. Além disso, o colégio vencedor ficou com o Troféu Nicolau Gilberto Ferraro. As equipes classificadas entre a segunda e a quinta posição receberam medalhas de prata. Os demais seis times com melhor desempenho receberam medalhas de bronze.
Durante os PFs, os times foram avaliados por um corpo de jurados composto por professores de Engenharia e Física de universidades como USP, ITA e Unicamp, além de ex-participantes do torneio e de estudantes de graduação e pós-graduação. Atuaram como presidentes de sessão os membros da B8 Projetos Educacionais, responsável pela organização do evento.

### Programação
Sexta-feira, 4 de maio: Escola Politécnica da USP 

19:30 - 20:30: Credenciamento das Equipes 

20:30 - 22:00: Cerimônia de Abertura 

22:00 - 23:00: Coquetel de Recepção
Sábado, 5 de maio: Universidade Paulista 

08:00 - 08:30: Credenciamento do Júri 

08:30 - 09:45: Reunião do Júri #1 

10:00 - 13:15: Physics Fight #1 

13:15 - 14:45: Almoço 

14:45 - 15:30: Reunião do Júri #2 

15:45 - 19:00: Physics Fight #2
Domingo, 6 de maio: Universidade Paulista 

08:00 - 09:00: Reunião do Júri #3 

09:15 - 12:30: Physics Fight #3 

12:30 - 14:15: Almoço 

14:15 - 14:20: Anúncio dos Finalistas 

14:45 - 18:00: Physics Fight Final 

18:30 - 19:30: Cerimônia de Encerramento 

19:30 - 20:30: Coquetel de Despedida

## Resultado Final
O resultado final foi divulgado durante a Cerimônia de Encerramento, realizada no Anfiteatro da Universidade Paulista. A solenidade também contou com apresentações especiais sobre os próximos passos nos projetos da IJSO e do próprio IYPT.

### Equipes premiadas[5]
Ouro:
Zero Kelvin – São José dos Campos, SP
- Capitão: João Gabriel Faria e Miranda
- Amanda Maria Marciano Leite Oliveira
- Gabriel Ribeiro Luz
- Lucas Barreto Mota dos Santos
- Gustavo Camargo Teixeira de Almeida
- Líder: Prof. Édy Carlos Monteiro

Prata:
Umidade Zero - Teresina, PI
- Capitão: Guilherme Ribeiro Moreira
- Victor Hugo Fernandes Breder
- Sebastião Beethoven Brandão Filho
- Felipe Celso Reis Pinheiro
- Lucas Moreira Reis Cogo
- Líder: Prof. Rawlinson Medeiros Ibiapina

Gatos de Schrödinger - Santos, SP
- Capitã: Bárbara Cruvinel Santiago
- Denise Sacramento Christovam
- Isabella Cruvinel Santiago
- Luis Felipe Meyer de Orey Gaivão
- Matheus Campos Fernandes
- Líder: Prof. Gilberto Júnior Jacob

Ebola – São Paulo, SP
- Capitão: Luís Gustavo Lapinha Dalla Stella
- Bruno Kenichi Saika
- Ivan Tadeu Ferreira Antunes Filho
- Liara Guinsberg
- Líder: Prof. Ronaldo Fogo

Quantum – São Paulo, SP
- Capitão: Ibraim Rebouças
- Gabriel Demetrius Bertoldo da Silva
- Nathalia Cecila Novo
- Giovanni Furlan Gabia
- Líder: Prof. Ronaldo Fogo

Bronze:
Pósitron – Teresina, PI
- Capitão: Matheus Ravelli dos Reis Freitas
- Ana Caroline Mendes de Almeida
- Matheus Gomes Soares de Sousa
- Marcos Vítor Silva Moraes Araújo
- Wendell Gonçalves de Oliveira Milanês
- Líder: Prof. Paulo Diêgo Lima da Silva

The Dark Side of the Force - Matão, SP
- Capitão: Vitor Marquioni Monteiro
- Claus Sebastião Bueno da Silva
- Jonas Marques de Freitas
- Heloísa Monteiro Scognamiglio
- Paula Juliana Jorge Guiu
- Líder: Prof. Huyra Estevão de Araujo

Little Wood - Presidente Prudente, SP / Rio de Janeiro, RJ
- Capitão: Vitor Dias Gomes Barrios Marin
- Daniel Santana Rocha
- Guilherme Anitele Silva
- Líder: Prof. Ricardo Toshio Kuniyoshi

Fruit Ninja - São Paulo, SP
- Capitão: João Guilherme dos Santos Prudente do Amaral
- Matheus Enrico Dias Vaz Monteiro
- Guilherme Nishi Kanashiro
- Guilherme Ianhes Martins de Araújo
- Luís Fernando Machado Poletti Valle
- Líder: Prof. Eduardo de Pinho Prado

Colégio Londrinense - Londrina, PR
- Capitão: Davi Grossi Hasuda
- Mateus Carvalho Cobbo
- Paula Bento Talizin
- Tiago Tocchetto
- Vitória Lisboa Califani
- Líder: Prof. Vinícius Montai

Caderno de Gauss - Goiânia, GO
- Capitão: Felipe de Oliveira Emos
- Jorge Augusto Lopez
- Victor Hugo Carvalho Calvin Vaz
- Daniel Costa Xavier de Oliveira
- Ricardo Cardoso Matos
- Líder: Prof. Mateus Grangeiro

## Formação e preparação do Time Nacional
A delegação que representou o Brasil no Torneio Internacional na Alemanha foi composta por um estudante de cada um dos cinco primeiros colocados. Os alunos indicados pelos times vencedores foram:
- Zero Kelvin: João Gabriel Faria e Miranda
- Umidade Zero: Guilherme Ribeiro Moreira
- Gatos de Schrödinger: Bárbara Cruvinel Santiago
- Ebola: Liara Guinsberg
- Quantum: Ibraim Rebouças